# Baboszewo (gromada)
Baboszewo – dawna gromada, czyli najmniejsza jednostka podziału terytorialnego Polskiej Rzeczypospolitej Ludowej w latach 1954–1972.
Gromady, z gromadzkimi radami narodowymi (GRN) jako organami władzy najniższego stopnia na wsi, funkcjonowały od reformy reorganizującej administrację wiejską przeprowadzonej jesienią 1954 do momentu ich zniesienia z dniem 1 stycznia 1973, tym samym wypierając organizację gminną w latach 1954–1972.
Gromadę Baboszewo z siedzibą GRN w Baboszewie utworzono – jako jedną z 8759 gromad na obszarze Polski – w powiecie płońskim w woj. warszawskim, na mocy uchwały nr VI/10/14/54 WRN w Warszawie z dnia 5 października 1954. W skład jednostki weszły obszary dotychczasowych gromad Baboszewo, Brzeście, Brzeście Małe, Brzeście Nowe, Cieszkowo Nowe, Cieszkowo Stare, Korzybie, Krościn, Kruszewie, Sokolniki i Sokolniki Nowe ze zniesionej gminy Sarbiewo w tymże powiecie. Dla gromady ustalono 21 członków gromadzkiej rady narodowej.
31 grudnia 1959 do gromady Baboszewo przyłączono obszar zniesionej gromady Rzewin w tymże powiecie (bez wsi Pieńki Rzewińskie i Galominek), a także wsie Maława-Kowale i Zbyszno ze znoszonej gromady Starczewo Wielkie w tymże powiecie.
Gromada przetrwała do końca 1972 roku, czyli do kolejnej reformy gminnej. 1 stycznia 1973 w powiecie płońskim utworzono gminę Baboszewo.